# Jezioro Chełmżyńskie
Jezioro Chełmżyńskie (tysk: Culmsee) er en sø i Polen i voivodskabet Kujavien-Pommern. I 1251 gav søen også navn til den nærliggende by, Kulmsee, nu Chełmża.